# José Hernández Arteaga
José Hernández Arteaga (n. s/d - f. Cartagena; 1939) fue un militar español que luchó en la guerra civil española con el bando sublevado.

## Biografía
En julio de 1936 estaba destinado en el regimiento Zamora n.º 8 de La Coruña al mando de un batallón como comandante. Hacia el 9 de agosto se encuentra en Ponferrada organizando una columna con tropas gallegas con el objetivo de avanzar sobre Asturias.
El 12 de agosto parte con dicha columna, y el día 19 ocupa el importante puerto de Leitariegos.
Junto con la columna de López Pita, ambas bajo las órdenes de Gómez Iglesias, avanza por Cangas de Narcea (22), Tineo (25) y La Espina (27), en donde enlazan con las tropas rebeldes que venían por la costa y dejan todo la comarca del río Navia aislada. Tras un periodo de descanso, la columna de Hernández Arteaga participa en la última fase del socorro a Oviedo. El 11 de septiembre cruza el río Narcea, ocupa Cornellana y cubre el flanco sur, entre el Narcea y Grado, mientras otras tropas continúan hacia Oviedo. La lucha en este sector durante toda la segunda mitad de septiembre será muy intensa, y continuará incluso hasta después de la llegada del socorro a Oviedo el 17 de octubre.
La siguiente noticia que se tiene de él es en noviembre de 1937, cuando al formarse la 83 División al mando de Martín Alonso, se le nombra jefe de la 4.º media brigada de la unidad. Con dicha división participaría en la batalla de Alfambra (febrero 38), en la recuperación de Teruel (febrero 38), en el corte de la zona republicana (marzo – abril de 1938) y en el avance sobre Valencia.(abril – julio de 1938).
El 4 de marzo de 1939, cuando se produjo el golpe de Casado, algunos militares favorables a los franquistas se sublevaron en Cartagena. Pronto pidieron refuerzos, y los mandos franquistas decidieron entonces enviar a la 83 División que estaba en la zona de Castellón. Se produce entonces la llamada Expedición a Cartagena. Sin embargo, cuando los barcos ya estaban en la mar, y ante la situación incierta de Cartagena, el mando rebelde suspende la operación. No obstante uno de sus barcos, el Castillo de Olite, tenía la radio estropeada, y desconociendo dicha orden, continúa hacia su destino. El día 7 de marzo a las 11 de la mañana, al intentar entrar en el puerto, es alcanzado por una batería costera, hundiéndose el barco y falleciendo 1.476 hombres de los 2112 que transportaba. Entre los muertos estaba José Hernández Arteaga, ya con rango de teniente coronel siendo uno de los últimos en morir sobre la cubierta del barco. Su hijo que le acompañaba sobrevivió al hundimiento y falleció en 2002
Su hermano, el coronel Manuel Hernández Arteaga que luchó por la República, fue condenado a muerte y fusilado en Alicante tras finalizar la contienda.